# 新农乡 (农安县)
新农乡，是中华人民共和国吉林省长春市农安县下辖的一个乡镇级行政单位。

## 行政区划
新农乡下辖以下地区：
高家坨子村、元成功村、力家坨子村、平安堡村、四平街村、蒿子站村、前站村、三门徐村、永祥隆村、大房身村、黄花岗村、江旺村、西窝堡村和新农村。